# Montipora elschneri
Montipora elschneri is een rifkoralensoort uit de familie van de Acroporidae. De wetenschappelijke naam van de soort is voor het eerst geldig gepubliceerd in 1918 door Vaughan.